# Mùa bão Tây Bắc Thái Bình Dương 1990
Mùa bão Tây Bắc Thái Bình Dương 1990 không có giới hạn chính thức; nó diễn ra trong suốt năm 1990, nhưng hầu hết các xoáy thuận nhiệt đới có xu hướng hình thành trên Tây Bắc Thái Bình Dương trong khoảng giữa tháng 5 và tháng 11. Những thời điểm quy ước phân định khoảng thời gian tập trung hầu hết số lượng xoáy thuận nhiệt đới hình thành mỗi năm ở Tây Bắc Thái Bình Dương.
Phạm vi của bài viết này chỉ giới hạn ở Thái Bình Dương, khu vực nằm ở phía Bắc xích đạo và phía Tây đường đổi ngày quốc tế. Những cơn bão hình thành ở khu vực phía Đông đường đổi ngày quốc tế và phía Bắc xích đạo thuộc về Mùa bão Đông Bắc Thái Bình Dương 1990. Bão nhiệt đới hình thành ở toàn bộ khu vực Tây Bắc Thái Bình Dương sẽ được đặt tên bởi Trung tâm Cảnh báo Bão Liên hợp  JTWC . Áp thấp nhiệt đới ở khu vực này sẽ có thêm hậu tố "W" phía sau số thứ tự của chúng. Áp thấp nhiệt đới trở lên hình thành hoặc đi vào khu vực mà Philippines theo dõi cũng sẽ được đặt tên bởi Cục quản lý Thiên văn, Địa vật lý và Khí quyển Philippines  PAGASA . Đó là lý do khiến cho nhiều trường hợp, một cơn bão có hai tên gọi khác nhau.

## Các cơn bão

### Bão Owen (Uding)
Bản mẫu:Inphobos hurry small
Bản mẫu:Cleary

## Tên bão
Dưới đây là danh sách tên bão được đặt trong năm 1990
| - Koryn (9001) - Lewis (9002) - Marian (9003) - Nathan (9004) - Ofelia (9005) - Percy (9006) | - Robyn (9007) - Steve (9008) - Tasha (9009) - Vernon (9010) - Winona (9011) - Yancy (9012) | - Zola (9013) - Abe (9014) - Becky (9015) - Cecil (9016) - Dot (9017) - Ed (9018) | - Flo (9019) - Gene (9020) - Hattie (9021) - Ira (9022) - Jeana (9023) - Kyle (9024) | - Lola (9025) - Mike (9026) - Nell (9027) - Owen (9028) - Page (9029) - Russ (9030) |

### Tên bão ở Philippines
PAGASA sử dụng một danh sách tên riêng cho những xoáy thuận nhiệt đới nằm trong khu vực mà họ theo dõi. Dưới đây là danh sách tên của năm 1990. Danh sách này lặp lại với chu kỳ 4 năm. Đây là danh sách giống với danh sách của năm 1986.
| - Akang - Bising - Klaring - Deling - Emang | - Gading - Heling - Iliang - Loleng - Miding | - Norming - Oyang - Pasing - Ruping - Susang | - Tering - Uding - Weling (chưa sử dụng) - Yaning (chưa sử dụng) |

Danh sách dự phòng

- Aning (chưa sử dụng)
- Bidang (chưa sử dụng)
- Katring (chưa sử dụng)
- Delang (chưa sử dụng)
- Esang (chưa sử dụng)
- Garding (chưa sử dụng)

### Việt Nam
- Bão số 1 (Marian) (ra khỏi biển Đông)
- Bão số 2 (Nathan) đổ bộ phía Bắc Quảng Ninh
- Bão số 3 (Percy) đổ bộ Nam Trung Quốc
- Bão số 4 (Tasha) đổ bộ Nam Trung Quốc
- Bão số 5 (Becky) đổ bộ phía Bắc Bình Trị Thiên (nay là phía Bắc Quảng Bình)
- Bão số 6 (Ed) đổ bộ Phía Nam Thanh Hóa
- Bão số 7 (Ira) đổ bộ phía Bắc tỉnh Phú Yên
- Bão số 8 (Lola) vào phía Bắc Phú Yên
- Bão số 9 (Nell) vào phía Bắc Khánh Hòa
- Bão số 10 (Mike) vào phía Bắc Quảng Ninh